# 후쿠오카시 지하철 나나쿠마선
후쿠오카 시 교통국 지하철 나나쿠마 선(일본어: 福岡市地下鉄七隈線)은 후쿠오카 시 교통국의 지하철 노선 가운데 하나이다. 후쿠오카현 후쿠오카시 니시구에 위치한 하시모토역과 하카타구에 위치한 하카타역을 잇는다.

## 역사
- 2005년 2월 3일: 하시모토 ~ 덴진미나미 구간이 개통함.
- 2023년 3월 27일: 덴진미나미 ~ 하카타 구간이 연장 개통[1][2][3].

## 운행 형태
하시모토 ~ 하카타 구간을 자동 열차 운전 장치로 운행되며 다른 노선에 직결 운행을 하지 않는다.

## 차량

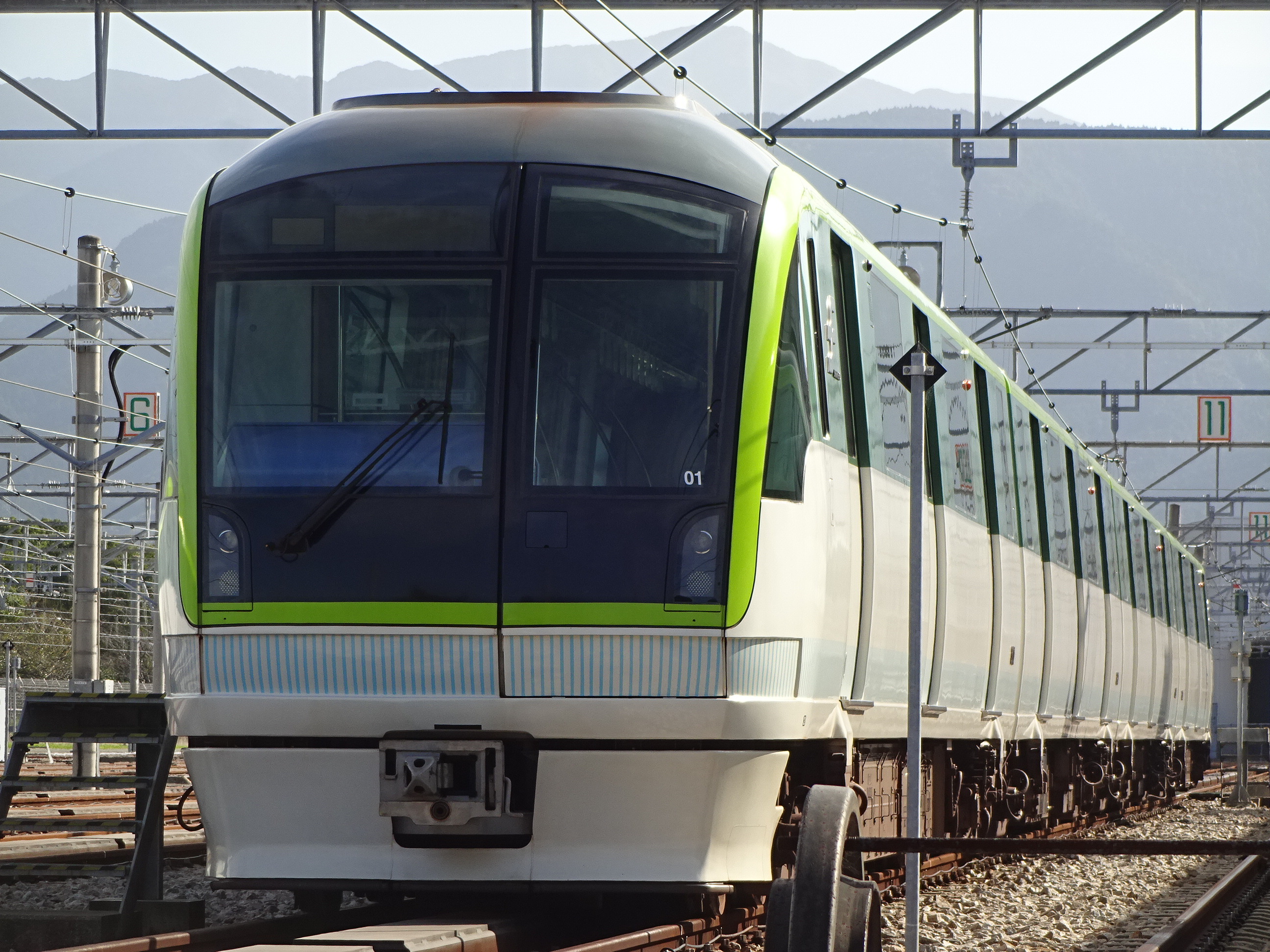
3000계
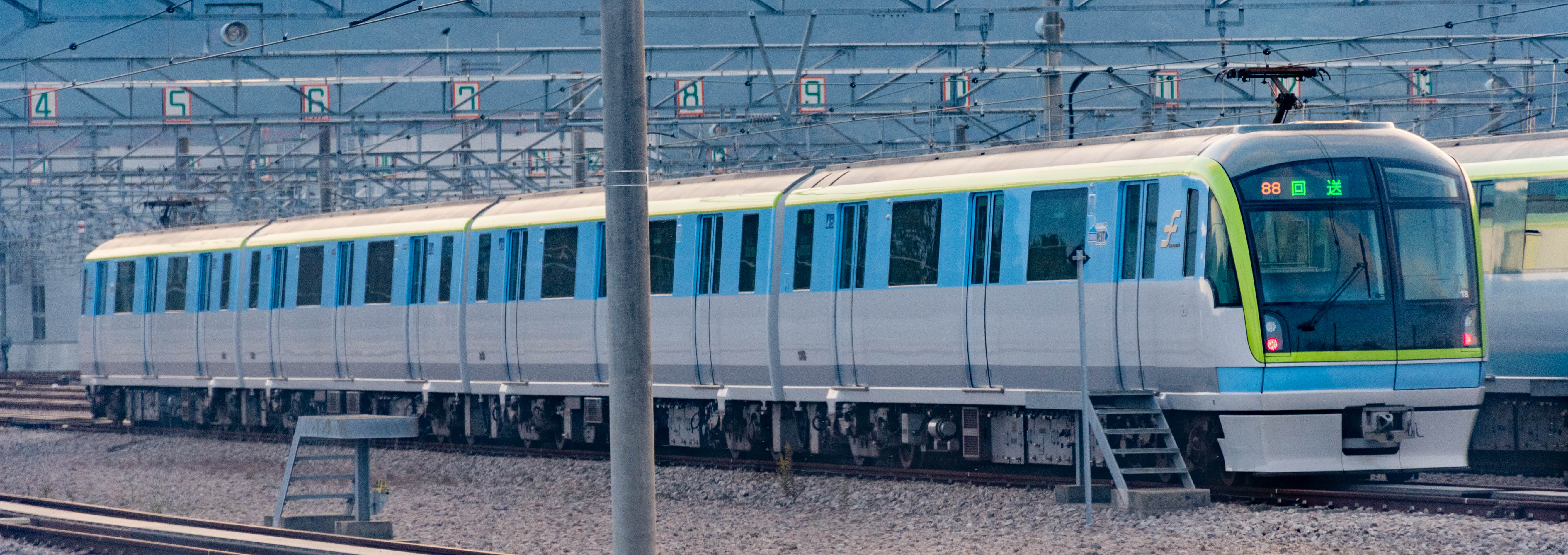
3000A계

- 3000계
- 3000A계

## 역 목록
- 모든 역은 후쿠오카현 후쿠오카시 소재.

| 역 번호 | 역 이름        | 일본어 이름 | 영업 거리 (km) | 접속 노선                                                                         | 소재지                                                   |
| ------- | -------------- | ----------- | -------------- | --------------------------------------------------------------------------------- | -------------------------------------------------------- |
| N01     | 하시모토       | 橋本        | 0.0            |                                                                                   | 니시구                                                   |
| N02     | 지로마루       | 次郎丸      | 1.0            | 사와라구                                                                          |                                                          |
| N03     | 가모           | 賀茂        | 1.7            | 사와라구                                                                          |                                                          |
| N04     | 노케           | 野芥        | 2.6            | 사와라구                                                                          |                                                          |
| N05     | 우메바야시     | 梅林        | 3.4            | 조난구                                                                            |                                                          |
| N06     | 후쿠다이 앞    | 福大前      | 4.3            | 조난구                                                                            |                                                          |
| N07     | 나나쿠마       | 七隈        | 4.9            | 조난구                                                                            |                                                          |
| N08     | 가나야마       | 金山        | 5.7            | 조난구                                                                            |                                                          |
| N09     | 자야마         | 茶山        | 6.5            | 조난구                                                                            |                                                          |
| N10     | 베후           | 別府        | 7.5            | 조난구                                                                            |                                                          |
| N11     | 롯폰마쓰       | 六本松      | 8.3            | 주오구                                                                            |                                                          |
| N12     | 사쿠라자카     | 桜坂        | 9.2            | 주오구                                                                            |                                                          |
| N13     | 야쿠인오도리   | 薬院大通    | 10.2           | 주오구                                                                            |                                                          |
| N14     | 야쿠인         | 薬院        | 10.8           | 주오구                                                                            | 니시닛폰 철도 덴진오무타 선                              |
| N15     | 와타나베도리   | 渡辺通      | 11.3           | 주오구                                                                            |                                                          |
| N16     | 덴진미나미     | 天神南      | 12.0           | 주오구                                                                            | 니시닛폰 철도 덴진오무타 선 (니시테쓰 후쿠오카(덴진) 역) |
| N17     | 쿠시다진자마에 | 櫛田神社前  | 13.0           |                                                                                   | 하카타구                                                 |
| N18     | 하카타         | 博多        | 13.6           | ■ 공항선 규슈 여객철도 가고시마 본선 서일본 여객철도 산요 신칸센, 하카타미나미 선 | 하카타구                                                 |

## 참조
1. ↑  “<<七隈線延伸事業>> 七隈線（天神南駅〜博多駅）が令和5年3月27日に開業!!” (PDF) (보도 자료). 福岡市交通局. 2022년 8월 31일. 2022년 9월 2일에 원본 문서 (PDF)에서 보존된 문서. 2022년 9월 2일에 확인함. 다음 글자 무시됨: ‘和書’ (도움말)
2. ↑  “七隈線（天神南駅～博多駅）の開業日が決定しました!” (보도 자료). 福岡市交通局. 2022년 8월 31일. 2022년 8월 31일에 원본 문서에서 보존된 문서. 2022년 8월 31일에 확인함. 다음 글자 무시됨: ‘和書’ (도움말)
3. ↑  “福岡市の地下鉄七隈線、博多につながる…新路線開業で市南西部から空港へも便利に”. 《読売新聞》 (読売新聞社). 2023년 3월 27일. 2023년 3월 27일에 원본 문서에서 보존된 문서. 2023년 3월 27일에 확인함.
4. ↑  “3000Ａ系車両 運行開始します” (PDF) (보도 자료). 福岡市交通局. 2022년 2월 4일. 2022년 2월 4일에 확인함. 다음 글자 무시됨: ‘和書’ (도움말)